# Vulkankomplex von Agde
Der Vulkankomplex von Agde im Süden Frankreichs befindet sich am Ende einer Nord-Süd-ausgerichteten Aneinanderreihung von Vulkanzentren, die ausgehend vom Cézallier über den Cantal, das Aubrac,  die Grands Causses und den Escandorgue im Département Hérault bei Agde das Mittelmeer erreichen. Die Ausbrüche in Agde sind geologisch jung und erfolgten im Quartär.

## Beschreibung

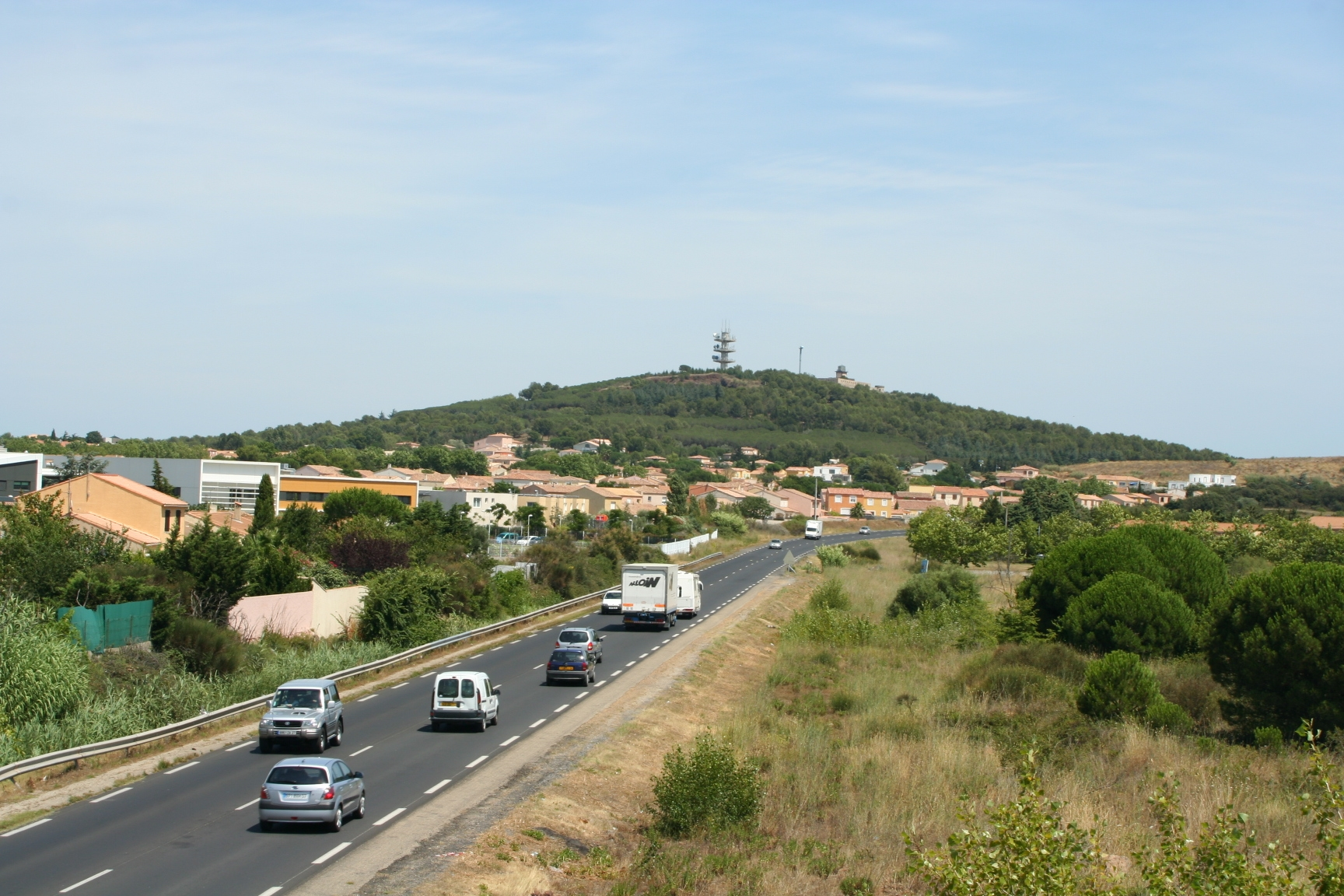
Das strombolianische Emissionszentrum des 113 Meter hohen Mont Saint-Loup

Der Vulkankomplex liegt eingekeilt zwischen dem Hérault im Westen, dem Canal du Midi im Norden und dem Mittelmeer im Süden und Osten; insgesamt überdeckt er eine Oberfläche von 15 bis 20 Quadratkilometer. Er besteht aus drei strombolianischen Vulkankegeln, dem jetzigen 113 Meter hohen Mont Saint-Loup, dem nur noch 35 Meter hohen Pioc‘h und dem 55 Meter hohen Mont Saint-Martin. Der ursprünglich bei 80 Meter kulminierende Pioc‘h hat stark an Höhe eingebüßt, da seine Auswurfmassen zur Gewinnung von Puzzolane abgebaut wurden. Dieser ehemalige Steinbruch dient jetzt als Müllkippe. Der Mont Saint-Martin wurde mit steigender Urbanisation des Badeortes Cap d’Agde zusehends in das jetzige Stadtbild integriert. Zahlreiche Lavaströme bedecken Teile des Gemeindegebietes von Agde und setzen sich ins Meer hinaus fort.

## Einführung
Der Vulkankomplex von Agde ist der bedeutendste seiner Art im Languedoc. Sein komplizierter Aufbau hat zu mehreren Interpretationen Anlass gegeben, insbesondere die genauen Lagerungsverhältnisse zwischen Tuffen und Lavaströmen sind nicht eindeutig geklärt. Meist wird von einem einzigen Förderzentrum südlich des Mont Saint-Loup ausgegangen, gelegentlich wird auch noch ein im Meer unweit der Küste liegender Eruptionsherd herangezogen. Es ist aber auch möglich, dass mehrere getrennt voneinander liegende Zentren zeitlich aufeinander folgten. Dies würde die variierenden Einfallswinkel der pyroklastischen Ablagerungen, ihre Wiederaufarbeitungen und kleinen Verwerfungen am einfachsten erklären.
Dennoch plädiert vieles für einen einzigen Emissionspunkt südlich des Mont Saint-Loup. Dieser wird als Maarkrater mit 1500 Meter Durchmesser interpretiert, an dessen Rändern die Schlote des Mont Saint-Loup, des Petit Pioc’h und des Mont Saint-Martin sekundär aufdrangen. Die auf 38 Meter kulminierende Kuppe nordöstlich von Saint-Martin-les-Vignes stellt wahrscheinlich einen eigenständigen Zentralkegel dar, von dem bis zu zwei Meter lange, spindelförmige Bomben ausgeworfen wurden und auch Lavapakete ausströmten.

## Stratigraphie

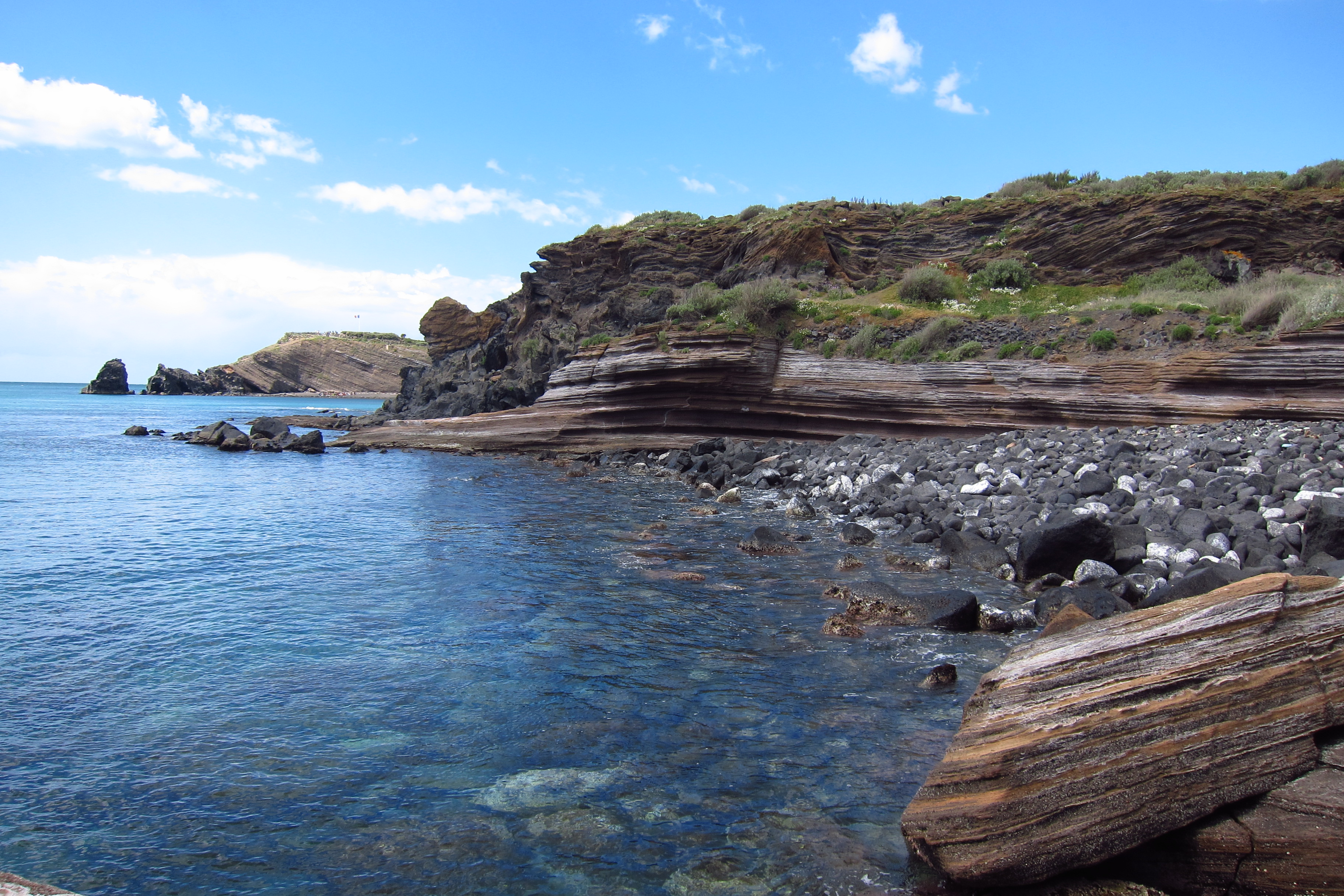
Eindringender basaltischer Lagergang in Gelbe Tuffe, nördlich von La Grande Conque. Verschleppung der Gelben Tuffe, von unruhig gelagerten Grauen Tuffen überdeckt. Im Hintergrund die Deux Frères, deren Intrusion die Tuffe versteilt hat.

Das Liegende der vulkanischen Ablagerungen von Agde wird von aus mehreren Emissionszentren hervorgegangenen hawaiianischen Lavaströmen aufgebaut, welche sich zu drei kleineren Basaltplateaus vereinen (10 Quadratkilometer großer und bis 40 Meter mächtiger Westabschnitt bei Agde, Nordabschnitt bei Baldy-Batipaume und Südostabschnitt bei La Clape). Der Basaltstrom von La Clape ergoss sich mindestens einen Kilometer ins Meer. Im Meer wird die kleine vorgelagerte Insel Brescou ebenfalls von Basalt aufgebaut. Basalte konnten übrigens geophysikalisch noch bis zu 40 Kilometer von der Küste entfernt nachgewiesen werden.
Die Basalte überlagern ihrerseits Tone und rote Sande des kontinentalen und marinen Astiums, stellenweise auch Gerölllagen des Villafranchiums im Meterbereich wie beispielsweise der Basaltstrom von Agde.
Die Basaltplateaus werden durch einen Tuffhorizont, in den Tone und Sande zwischengeschaltet sein können, von den Auswurflapilli der strombolianischen Kegel abgetrennt. Dieser Tuffhorizont besteht an seiner Basis aus dem Gelben Tuff, der seinerseits vom Grauen Tuff abgedeckt wird.
Der Gelbe Tuff entstammt einer surtseyanischen Durchschlagsröhre (Diatrem) und wurde im Flachwasser, wahrscheinlich in einer Lagune, als heiße Base Surge abgesetzt. Seine Farbtönung ist auf seinen Tongehalt zurückzuführen. Er zeigt Wechsellagerung mit dünnen Lagen vulkanischer Gläser (Palagoniten) und enthält gelegentlich auch juvenile Impaktbomben aus Basalt und sogar eingerutschte Basaltpartien. Bei Baldry-Batipaume wird er von einem Basaltstrom überdeckt, der ihn kontaktmetamorph verändert hat. Am Plage de la Conque wird er vom steilstehenden Gang der Deux Frères intrudiert, aber sonst nicht weiter deformiert. Jedoch am gegenüberliegenden nördlichen Ende der Bucht wird er von einem basaltischen Lagergang hochgeschleppt, wobei hier selbst die überlagernden Grauen Tuffe noch verformt sind.
Die Grauen Tuffe sind ebenfalls aus Base Surges hervorgegangen; sie zeigen teils chaotische Lagerungsverhältnisse, Schrägschichtungen und Antidünen. Nach anfänglich geschichteter Lagerung können sie einen vollkommen ungeregelten und ungeschichteten Horizont ausbilden, um dann wieder in Schichtung überzugehen.
Im Hangenden der Vulkanite folgen dann der Notre-Dame-Kalk, eine Tufflage des benachbarten Vias-Vulkans und eine Gerölllage.

## Entwicklung

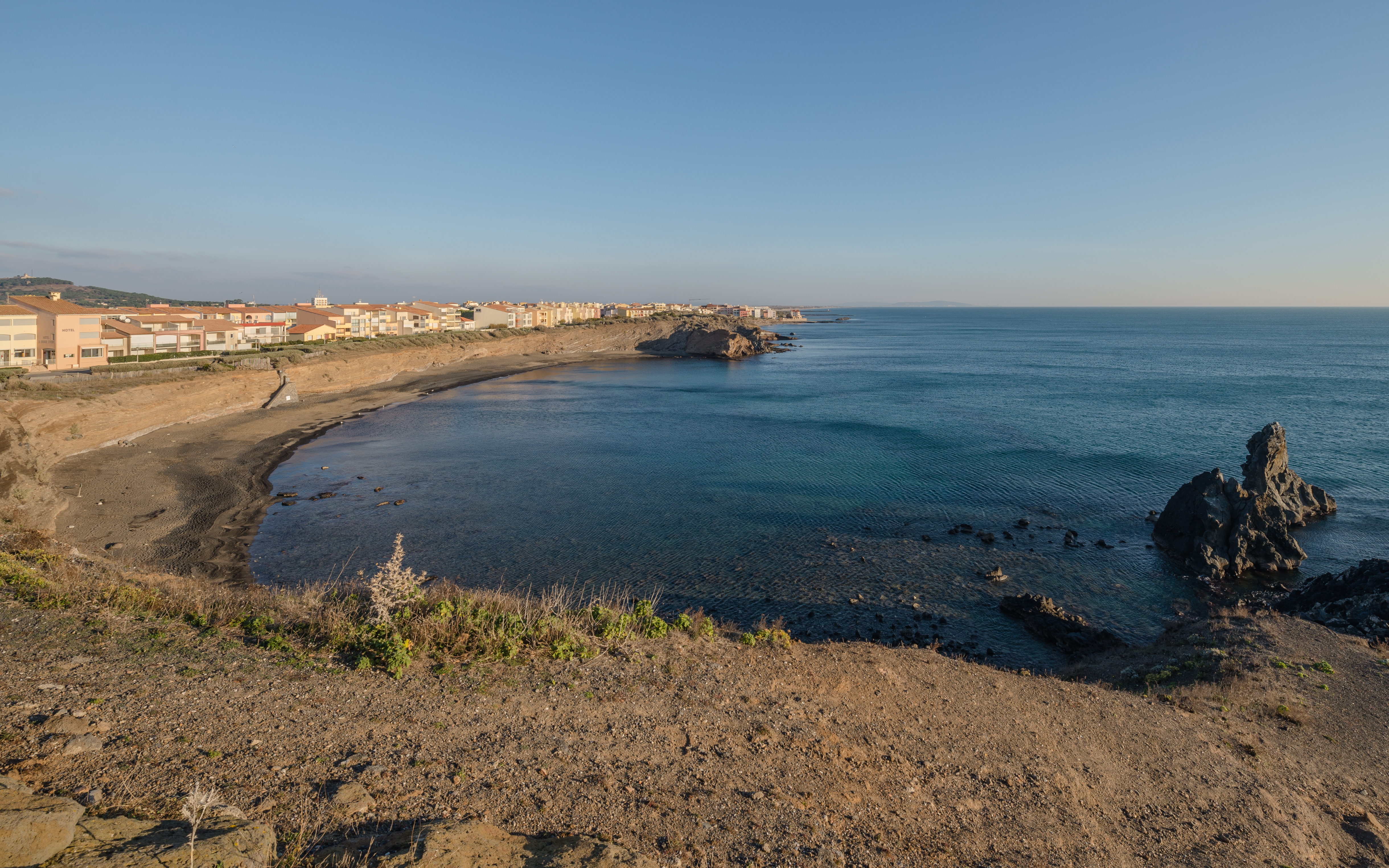
La Grande Conque

Nach anfänglichem Ausströmen der Basalte waren die ersten Ausbrüche hydromagmatisch erfolgt. Sie hatten surtseyanischen Charakter und waren im Meer (Lagunenbereich) entstanden – hierzu gehören die Gelben Tuffe im Kliff vom Strand La Grande Conque. Die späteren Ausbrüche bildeten sodann den Zentralkrater am Mont Saint-Loup mit klassisch  strombolianischem Charakter. Im zentralen Maar entstand ein Lavasee und kleinere Lavaströme wurden entsandt. Die Lagune verlandete allmählich, erkennbar am Wechsel der Pyroklastika hin zu den Grauen Tuffen, die im Unterschied zu den Gelben Tuffen keine Hyaloklastika mehr enthalten und trocken abgelagert wurden. Vor  750.000 Jahren  schlossen sich dann Basaltintrusionen mit Gängen und Lagergängen an. Nach Abschluss der vulkanischen Tätigkeiten übernahmen die marinen Erosionskräfte und präparierten den aktuellen Küstenverlauf heraus. So verdankt der schwarze Strand von La Grande Conque – der einzige seiner Natur in Frankreich – seine hufeisenförmige Gestalt zwei resistenten, ins Meer hinausragenden gangartigen Intrusionen. Die dazwischenliegenden, leicht landeinwärts einfallenden pyroklastischen Ablagerungen konnten vom Meer wesentlich leichter wegerodiert werden. Eine dieser Gangintrusionen bildet jetzt den ins Meer ragenden Felsen Deux Frères.

## Alter
Die vulkanischen Tätigkeiten begannen vor rund einer Million Jahre BP am Ende des Altpleistozäns (Villafranchium) und dauerten etwa 250.000 Jahre bis zum Beginn des  Mittelpleistozän an. Folgende radiometrische Altersangaben liegen vor:
- 1,0 ± 0,2 Millionen Jahre BP
- 0,85 ± 0,1 Millionen Jahre BP
- 0,74 ± 0,07 Millionen Jahre BP
- 0,73 Millionen Jahre BP

Der Vulkanismus setzte demnach zur Günz-Eiszeit gegen Ende des Villafranchiums ein und endete am Übergang zur Mindel-Eiszeit als der Vulkan von Saint-Thibéry, der Vulkan von Vias und Roque Haute tätig wurden.

## Petrologie
Die relativ homogenen Laven sind holokristalline Basalte mit 50 bis 52 Gewichtsprozent SiO2 (mit Tiefstwert bei 47 Gewichtsprozent). Normativ zeichnen sie sich durch 2 bis 5 % Nephelin aus und sind somit an Silicium untersättigte Alkaligesteine. Mineralogisch enthalten sie Phänokristalle von Olivin (zum Teil resorbiert und an den Rändern iddingsitiert) und grünem, Rosetten-bildenden Augit sowie in ihrer Grundmasse Mikrolithen von Olivin, Augit, Magnetit und Plagioklas (Labradorit), der zoniert sein kann (von An60 bis An30). In den Basalten können auch als Xenolithen mitgeführte Peridotitknollen vorkommen.